# 이화영
이화영(李華泳, 1963년 12월 11일~)은 대한민국의 기업인, 정치인이다. 제17대 국회의원, 경기도 부지사 등을 지냈다. 기업인 경력으로는 쌍방울 사외이사, 일산 킨텍스 대표이사 등을 역임했다.

## 경력
- 1988년 이상수 국회의원 보좌관
- 민주당 업무조정국장[1]
- 2002년 노무현 대통령후보 선대본 부국장[2]
- 2003년 열린우리당 창당기획팀장, 기획조정실장
- 지방자치실무연구소 연구원
- 제17대 국회의원(서울 중랑구 갑)
- 한국방정환재단 이사장
- 2011년 강원도지사 보궐선거 예비후보
- 제19대 대선 문재인 후보 선대위 국정자문단 공동단장
- (사)동북아평화경제협회 이사장직
- 쌍방울 사외이사(2017. 3. 31.[3][4][5]~2018.06.22.[6])
- 이재명 도지사 당선인 지사직 인수위원회 기획운영분과위원장(2018. 6.~2018. 7. 30.)
- 경기도 평화부지사(2019. 7. 10.~2020. 1. 15.)
- 일산 킨텍스 대표이사(2020. 9.~2022. 11.)
- 더불어민주당 경기 용인시 갑 지역위원장
- 제16대 한국전시산업진흥회 회장(2022. 8.~2023. 1.)

## 학력
- 남호초등학교
- 묵호중학교
- 중앙대학교 사범대학 부속고등학교 졸업
- 성균관대학교 사회학과

## 저서
- 한반도 평화경제공동체 구상과 전략

## 역대 선거 결과
|  | 44.19% |

|  | 10.33% |

## 같이 보기
- 서울 중랑구의 국회의원
- 중랑구 갑